# 세레나데 10번 (모차르트)
내림나장조로 된 관악기를 위한 세레나데 10번, K. 361/370a는 볼프강 아마데우스 모차르트가 13개의 악기(12개의 관악기와 현악 베이스)를 위해 작곡한 세레나데 작품이다. 1781년에 작곡되었으며 종종 부제 그랑 파르티타(Gran Partita)로 알려져 있으나, 이 제목은 철자가 잘못되었으며 모차르트의 필체가 아니다. 7개의 악장으로 구성되어 있다.

## 작곡 날짜
몇몇 저명한 권위자들(쾨헬, 타이슨, 덱스터 에지)은 이 작품의 종이와 워터마크가 1781년의 작곡 날짜를 증명한다고 보여준다. 이 작품이 1784년 3월 23일 안톤 슈타들러가 개최한 공개 연주회를 위해 특별히 작곡되었다는 것은 가능성이 낮은데, 이 공연이 작곡 날짜와 확실한 연관성이 없고 단지 이전의 날짜만을 표시하기 때문이다. 이 작품의 자필 악보는 용지 유형 57의 24장의 종이를 포함하고 있다. 이 종이를 사용한 다른 네 개의 작품은 1781년으로 확실히 날짜가 매겨질 수 있다. 앨런 타이슨은 이 사실이 K. 361이 1781년에 작곡되었다고 추정하기에 충분히 설득력이 있다고 보여주었다. K. 361의 자필 악보에 나타나는 이 용지 유형의 24장이 K. 361 이외의 다른 용도로 의도되었다는 증거는 전혀 없으며, 용지 사용 패턴으로 볼 때 K. 361은 모차르트가 그 용지 유형을 획득한 주요 프로젝트였음이 분명하다.
문서 기록은 또한 1781년 빈에서 관악 합주단 음악에 대한 명백한 언급이 있음을 보여준다. 1784년에 4개의 악장만 연주된 것은 이 작품이 두 단계로 작곡되었다는 믿음을 낳았다. 바스티안 블롬헤르트는 그란 파르티타의 1, 2, 3, 7악장의 8중주 버전이 원래 버전이며, 모차르트가 1784년 빈 부르크테아터에서 열린 안톤 슈타들러의 아카데미를 위해 확장했다는 설득력 있는 주장을 했다.

## 편성
이 작품은 2대의 오보에, 2대의 클라리넷, 2대의 바셋 호른, 2대의 바순, 4대의 호른, 그리고 더블 베이스를 위해 작곡되었다. 연주 시 더블 베이스는 때때로 콘트라바순으로 대체된다. K. 361을 포함한 모차르트의 하르모니무지크는 당시로서는 독특한 악기 조합, 악보 편성, 리듬과 표현법을 통한 텍스처에 대한 그의 관심을 보여준다.

## 악장
이 세레나데는 다음과 같이 7개의 악장으로 구성되어 있다.
1. 라르고. 몰토 알레그로
2. 메뉴에토
3. 아다지오. 안단테
4. 메뉴에토. 알레그레토
5. 로망스. 아다지오
6. 테마 콘 바리아치오니. 안단테
7. 피날레. 몰토 알레그로

첫 번째 악장은 내림나장조의 느린 서주로 시작되며, 여기서 투티 당김음 리듬이 클라리넷과 오보에를 위한 독주 부분과 대비된다. 이는 단일 주제의 소나타 형식인 알레그로 모데라토로 이어진다. 제시부의 첫 번째 주제는 처음에 내림나장조로 클라리넷에서 제시되었다가, 나중에 바장조로 바셋 호른과 오보에에서 두 번째 주제로 변형된 형태로 돌아온다. 이 주제는 계속해서 발전부에서 탐구되고 재현부에서 돌아오는데, 이번에는 두 번 모두 내림나장조로 나타난다.
두 번째 악장은 두 개의 대조적인 트리오 부분을 특징으로 하는 미뉴에트다. 미뉴에트 부분은 내림나장조이며 모든 악기를 광범위하게 사용한다. 첫 번째 트리오는 내림마장조이며 클라리넷과 바셋 호른만 사용한다. 이 부분은 미뉴에트 부분의 반복으로 이어진다. 두 번째 트리오 부분은 관계단조인 사단조이며 솔로 오보에, 바셋 호른, 바순을 광범위하게 사용한다.
굿윈이 "사실상 열정적인 감정과 관능적인 따뜻함을 지닌 '오페라적' 앙상블"이라고 묘사한 세 번째 악장은 아다지오(Adagio)로 표시되어 있으며 내림마장조이다. 당김음 맥박이 악장 전체에 걸쳐 거의 나타나며 솔로 선율은 솔로 오보에, 클라리넷, 바셋 호른 사이에서 번갈아 나타난다.
네 번째 악장은 두 번째 미뉴에트다. 두 번째 악장처럼 두 개의 트리오 부분이 있다. 빠르고 스타카토인 미뉴에트 부분은 내림나장조이다. 이와 대조적으로, 첫 번째 트리오는 스타카토 음표가 적고 병행단조인 내림나단조이다. 미뉴에트 부분이 반복된 후, 두 번째 트리오가 연주된다. 이 부분은 바장조이며 주로 레가토이다.
로망스(Romanze)라고 표시된 다섯 번째 악장은 세 번째 악장의 느린 템포와 내림마장조 조성으로 돌아간다. 이 악장은 으뜸조의 아다지오 부분으로 시작하고 끝나며, 3박자 계통으로 멜로디에 많은 긴 음표가 있다. 이러한 부분과 대조를 이루는 것은 그 사이에 있는 알레그레토 부분으로, 이는 다단조이며 바순에서 지속적인 맥박이 특징이다.
여섯 번째 악장은 내림나장조의 안단테 주제에 대한 6개의 변주곡이다. 주제는 주로 솔로 클라리넷에 의해 제시된다. 변주곡들은 다양한 리듬 모티브를 사용하고 종종 솔로 악기를 특징으로 한다. 예를 들어, 첫 번째 변주곡은 솔로 오보에를 특징으로 한다. 모두 내림나장조인 다른 변주곡들과 달리, 네 번째 변주곡은 내림나단조이다. 마지막 두 변주곡은 악장의 나머지 부분과 다른 템포를 가지고 있다. 다섯 번째는 아다지오(Adagio)로 표시되어 있고, 여섯 번째는 알레그로(Allegro)로 표시되어 있다. 마지막 변주곡은 2박자 계통인 다른 변주곡들과 달리 3박자 계통이다.
여섯 번째 악장은 세 번째 변주곡이 약간 변형된 형태로, 모차르트가 다장조 플루트 4중주(K. 285b)의 두 번째 악장에서 편곡한 것이다.
일곱 번째이자 마지막 악장은 론도이다. 이 악장은 특히 론도 주제에서 오보에와 클라리넷이 유니슨으로 연주하는 많은 투티 패시지를 사용한다. 주제의 반복 사이의 에피소드들은 악기들 사이의 상호작용이 더 큰 정도로 나타난다.

## 서지
- Leeson, Daniel N. (1997). 〈A Revisit: Mozart’s Serenade for Thirteen Instruments, K. 361 (370a), the 'Gran Partitta'〉. 《Mozart-Jahrbuch》. Kassel: Bärenreiter.
- Tyson, Alan, Mozart: Studies of the Autograph Scores, Cambridge, Massachusetts: Harvard University Press, 1987. ISBN 0-674-58831-2.